# 艾蕾諾爾·德·波旁-孔代
艾蕾諾爾·德·波旁-孔代（法語：Éléonore de Bourbon-Condé，1587年4月30日—1619年1月20日），奧蘭治親王妃，孔代親王亨利一世·德·波旁的女兒。
1606年，艾蕾諾爾和奧蘭治親王菲利普·威廉結婚，兩人沒有子女。